# Maurin des Maures (film, 1932)
Pour les articles homonymes, voir Maurin des Maures (homonymie).
Pour plus de détails, voir Fiche technique et Distribution.
Maurin des Maures est un film français réalisé par André Hugon, sorti en 1932, d'après le roman éponyme de Jean Aicard.

## Fiche technique
- Titre : Maurin des Maures
- Réalisation : André Hugon
- Scénario et dialogues : Paul Fékété, d'après le roman Maurin des Maures de Jean Aicard
- Musique : Jacques Janin
- Photographie : Marc Bujard et Georges Kostal
- Montage : Louise Mazier
- Sociétés de production : C.F.F.R. - Films André Hugon
- Pays d'origine : France
- Format : Noir et blanc - 1,37:1 - Mono - 35 mm
- Genre : Comédie
- Durée : 100 minutes
- Date de sortie : 1932

## Distribution
- Antonin Berval : Maurin
- Jean Aquistapace : Pastoure
- Nicole Vattier : Tonia
- Jeanne Boitel : Mme Labarterie
- Rivers Cadet : Sandri
- Camille Bert : le brigadier Orsini
- José Davert : Grondard
- Emile Dehelly : Cabissol
- Pierre Finaly : Labarterie
- Géo Georget : Grivolas (Georgey)
- Grinda : Saulnier
- Guillaumin : Lecorps
- Janine Maubant
- Paul Menant : Célestin Grondard
- Délia Col
- Jean Gaven

## Autour du film
Une suite, L'Illustre Maurin, a été réalisée par André Hugon en 1933 avec les mêmes interprètes principaux. Le cinéaste a filmé en 1935 une autre œuvre de l'académicien Jean Aicard, Gaspard de Besse, avec Raimu et Berval.
Nicole Vattier est la sœur de Robert Vattier, "Monsieur Brun" dans la trilogie de Pagnol.